# 이창훈 (조선귀족)
이창훈(李昌薰, 1890년 9월 11일 ~ 1947년 4월 15일)은 일제강점기의 조선귀족으로, 자는 원선(元善), 호는 소덕(小悳). 본관은 전주. 본적은 경기도 수원군 수원읍이다.
대한제국의 군부대신으로서 을사조약 체결에 찬성하여 을사오적 중 한 명인 이근택의 장남이다. 1907년 12월 16일 규장각 직각(直閣)으로 임명되었으며 당시에는 주임관 4등, 6품에 서위되어 있었다. 1914년 6월 10일 일본 정부로부터 이근택의 사자(嗣子)로서 종5위에 서위되었다.
1915년 11월 10일 다이쇼 대례기념장을 받았으며 1920년 2월 20일에는 부친의 자작위를 습작하였다. 백부 이근호, 숙부 이근상 모두 조선자작이었으며, 일본 제국으로부터 공을 인정받아 일가가 모두 일제 강점기 동안 부유하게 생활했다.
1923년부터 1933년까지 대륙고무공업주식회사의 이사로 근무했으며 1928년 9월 4일에 열린 쇼와 천황의 즉위식에서 조선귀족 총대 대표로 참석했다. 1928년 11월 10일 일본 정부로부터 쇼와대례기념장을 받으면서 종4위에 서위되었고 1932년부터 1937년까지 조선신궁에서 열린 예제(例祭), 기년제(祈年祭), 명치절제(明治節祭), 천장절제(天長節祭) 등에 여러 차례 참석하기도 했다.
1935년부터 1937년까지 합자회사인 야송농상(野松農商)의 사원으로 근무했으며 1939년에는 동양공작(東洋工作)주식회사의 감사로 근무했다. 1935년 5월 15일 일본 정부로부터 정4위에 서위되었다. 1937년 8월 25일 동요회(同耀會) 발기인으로 참여했고 1939년 1월 조선유도연합회 평의원, 1939년 5월 국민정신총동원조선연맹 평의원을 역임했다.
1939년 7월 31일부터 1944년까지 조선귀족회 이사를 역임했으며 1940년 11월부터 1942년까지 국민총력조선연맹 평의원을 역임했다. 1940년 11월 10일 일본 정부로부터 기원 2600년 축전에 초대받으면서 기원 2600년 축전 기념장을 받았다. 1943년 6월 1일 일본 정부로부터 종3위에 서위되었다.
1949년 반민족행위처벌법에 따라 당연범으로 파악되어 반민특위의 조사를 받게 되었으나, 이미 2년 전인 1947년에 사망했다는 사실이 밝혀졌다. 당시 충청남도 공주에서 교사로 근무하던 아들이 습작 여부를 조사받았고, 이창훈이 태평양 전쟁 종전 후에 사망하여 작위를 습작하지 못했기 때문에 풀려났다.
이창훈의 후손들은 교육계에 진출하여 활동하였다. 손자 형제가 공주대학교 교수로 재직하였으며, 이 가운데 한 명은 공주대학교 총장을 역임했다. 2002년 민족정기를 세우는 국회의원모임이 발표한 친일파 708인 명단과 2008년 민족문제연구소에서 친일인명사전에 수록하기 위해 정리한 친일인명사전 수록예정자 명단 중 조선귀족 부문에 모두 선정되었으며 2009년 친일반민족행위진상규명위원회가 발표한 친일반민족행위 705인 명단에도 포함되었다.

## 가족 관계
|                       |                       |                       |                       |                       |                       |  |  |  |  |                       |                       |                       |                       |                       |                       |  |  |  |  |                       |                       |                       |                       |                       |                       |  |  |  |  |  |  |  |  |  |  |  |  |  |  |  |  |  |  |
|                       |                       |                       |                       |                       |                       |  |  |  |  |                       |                       |                       |                       |                       |                       |  |  |  |  |                       |                       |                       |                       |                       |                       |  |  |  |  |  |  |  |  |  |  |  |  |  |  |  |  |  |  |
| 이근호(남작) (李根澔) | 이근호(남작) (李根澔) | 이근호(남작) (李根澔) | 이근호(남작) (李根澔) | 이근호(남작) (李根澔) | 이근호(남작) (李根澔) |  |  |  |  | 이근택(자작) (李根澤) | 이근택(자작) (李根澤) | 이근택(자작) (李根澤) | 이근택(자작) (李根澤) | 이근택(자작) (李根澤) | 이근택(자작) (李根澤) |  |  |  |  | 이근상(남작) (李根湘) | 이근상(남작) (李根湘) | 이근상(남작) (李根湘) | 이근상(남작) (李根湘) | 이근상(남작) (李根湘) | 이근상(남작) (李根湘) |  |  |  |  |  |  |  |  |  |  |  |  |  |  |  |  |  |  |
| 이근호(남작) (李根澔) | 이근호(남작) (李根澔) | 이근호(남작) (李根澔) | 이근호(남작) (李根澔) | 이근호(남작) (李根澔) | 이근호(남작) (李根澔) |  |  |  |  | 이근택(자작) (李根澤) | 이근택(자작) (李根澤) | 이근택(자작) (李根澤) | 이근택(자작) (李根澤) | 이근택(자작) (李根澤) | 이근택(자작) (李根澤) |  |  |  |  | 이근상(남작) (李根湘) | 이근상(남작) (李根湘) | 이근상(남작) (李根湘) | 이근상(남작) (李根湘) | 이근상(남작) (李根湘) | 이근상(남작) (李根湘) |  |  |  |  |  |  |  |  |  |  |  |  |  |  |  |  |  |  |
| 이동훈 (李東薰)       | 이동훈 (李東薰)       | 이동훈 (李東薰)       | 이동훈 (李東薰)       | 이동훈 (李東薰)       | 이동훈 (李東薰)       |  |  |  |  | 이창훈 (李昌薰)       | 이창훈 (李昌薰)       | 이창훈 (李昌薰)       | 이창훈 (李昌薰)       | 이창훈 (李昌薰)       | 이창훈 (李昌薰)       |  |  |  |  | 이장훈 (李長薰)       | 이장훈 (李長薰)       | 이장훈 (李長薰)       | 이장훈 (李長薰)       | 이장훈 (李長薰)       | 이장훈 (李長薰)       |  |  |  |  |  |  |  |  |  |  |  |  |  |  |  |  |  |  |

- 할아버지 : 이민승(李敏承)
  - 백부 : 이근호(李根澔)
    - 사촌형님 : 이동훈(李東薰)

  - 숙부 : 이근상(李根湘)
    - 사촌동생 : 이장훈(李長薰)

  - 숙부 : 이근홍(李根洪)
  - 숙부 : 이근목(李根沐)
  - 아버지 : 이근택(李根澤)
    - 본인 : 이창훈(李昌薰)
      - 아들 : 이원구(李元九)

## 참고 자료
- 친일반민족행위진상규명위원회 (2009). 〈이창훈〉. 《친일반민족행위진상규명 보고서 Ⅳ-14》. 서울. 528~547쪽.
- 정운현 (2004년 6월 1일). “3형제가 일제 작위 받은 대표적 친일귀족 - [특별기획-미리보는 친일인명사전-11] '을사오적' 이근택”. 오마이뉴스. 2008년 8월 14일에 확인함.